# Wenzel III. (Böhmen)

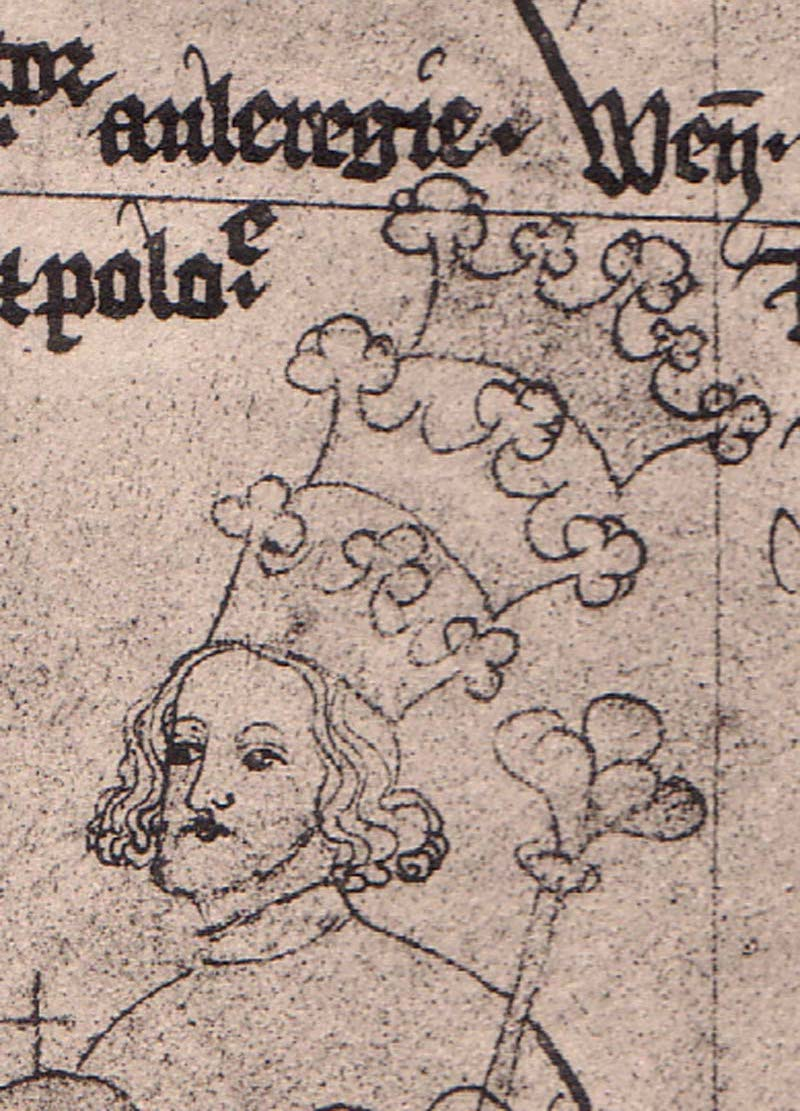
Wenzel III. mit der böhmischen, polnischen und ungarischen Krone. Illustration im Chronicon Aulae Regiae, 1305–1339

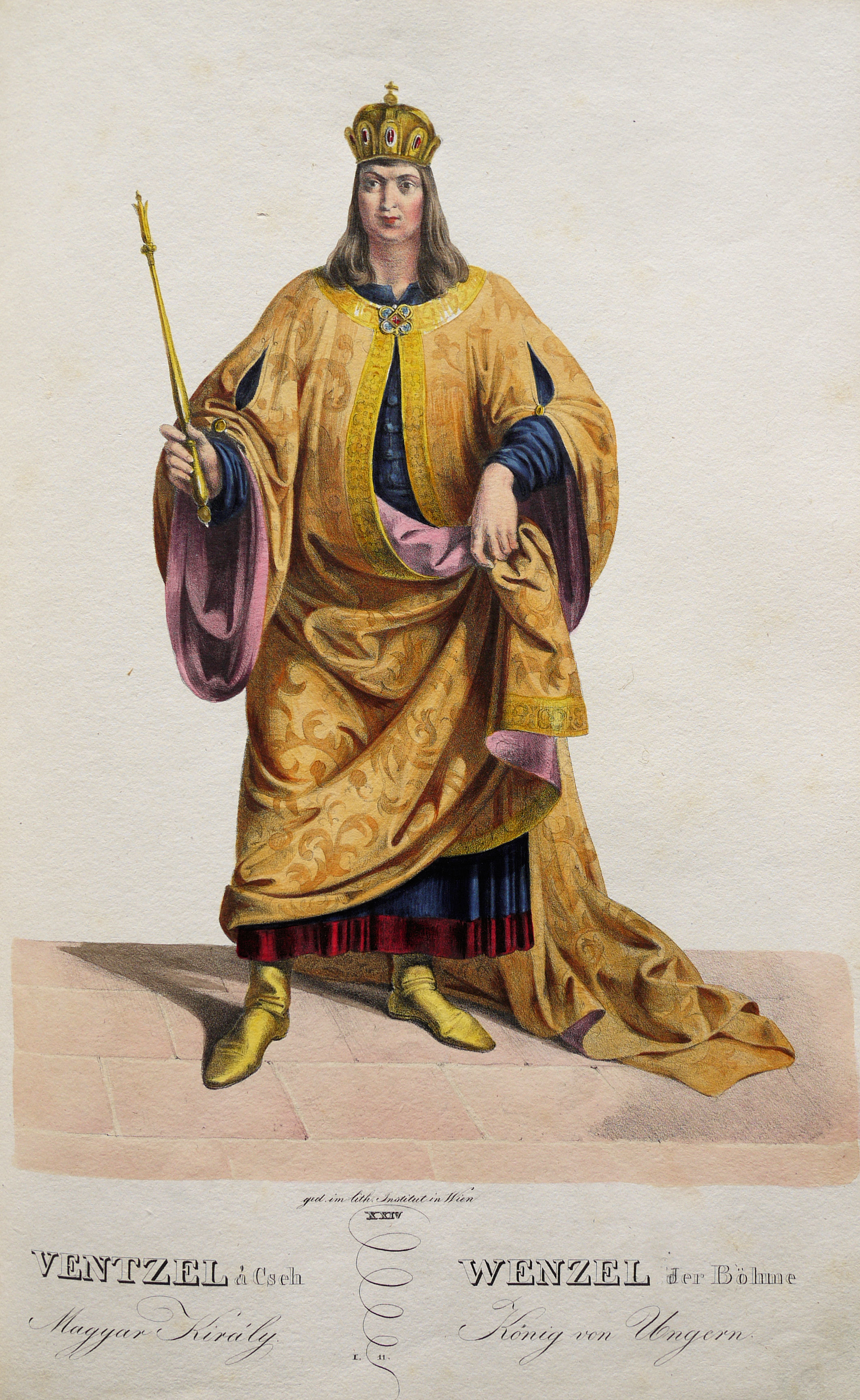
Wenzel III.; Lithographie von Josef Kriehuber nach einer Zeichnung von Moritz von Schwind; ca. 1828

Wenzel III. (* 6. Oktober 1289; † 4. August 1306 in Olmütz) war ab 1301 König von Ungarn, ab 1305 König von Böhmen und Titularkönig von Polen. Mit Wenzel III. starb die Dynastie der Přemysliden in der königlichen Linie aus.

## Leben
Wenzel III. war der einzige Sohn des Königs Wenzel II. von Böhmen und dessen ersten Frau Guta von Habsburg.
Nach dem Aussterben der Arpaden wurde er am 27. August 1301 in Stuhlweißenburg als Ladislaus V. zum König von Ungarn gekrönt. Nach dem Tod seines Vaters erbte er 1305 die böhmische und polnische Krone, die sein Vater kurz zuvor erworben hatte. Neben den Kronen erbte er aber auch den Krieg mit Albrecht I. und den von Władysław I. Ellenlang angeführten Aufstand in Polen sowie Unruhen in Ungarn.
Papst Bonifatius VIII., der die Lehnshoheit über Ungarn beanspruchte, erklärte die böhmische Herrschaft über Polen und Ungarn für ungültig. Nach wenigen Wochen schloss er einen Friedensvertrag mit König Albrecht I., der durch Feldzüge das Urteil des Papstes durchzusetzen versuchte. Wenzel verlor das Egerland sowie die sich in böhmischer Hand befindlichen Teile des Vogtlands und der Mark Meißen. Die ungarische Krone verlor er an Otto von Bayern.
Er konzentrierte seinen Herrschaftsanspruch nun auf die polnischen Gebiete. Er heiratete Viola Elisabeth von Teschen aus der Piasten-Dynastie, verband sich mit einigen deutschen Ordensrittern, die ihn bei den Verhandlungen mit den Polen unterstützten. Gleichzeitig begann er mit Vorbereitungen zu einem Kriegszug, mit dem er seine Macht stärken wollte. Am 4. August 1306 wurde er im Hause des Olmützer Domdekans ermordet. Der Mörder ist unbekannt.
Wenzels Leichnam wurde im Olmützer Wenzelsdom beigesetzt und 1326 in die Grablege der Přemysliden in der Stiftskirche Königsaal überführt.

## Nachfolge
Wenzel III. war mit Viola Elisabeth von Teschen verheiratet. Mit ihm erloschen die Přemysliden im Mannesstamm. In Böhmen entflammte erneut eine Welle der Gewalt, als die mächtigen Adeligen während des Machtvakuums versuchten, ihre Ländereien und Vermögen auszuweiten. Es kam zu Usurpationen kirchlicher Vermögenswerte. Gleichzeitig versuchte man Ungerechtigkeiten, die man erfahren hatte, auszugleichen. Nach einem Zwischenintermezzo der Habsburger und Meinhardiner auf dem böhmischen Thron, folgte mit Johann I., der mit Wenzels Schwester Elisabeth von Böhmen (Eliška Přemyslovna) verheiratet war, der erste Vertreter des Hauses Luxemburg.